# Горга (дочка Ойнея)
Горга (дав.-гр. Γόργη) — персонаж давньогрецької міфології, дочка калідонського царя Ойнея (за іншою версією — Діоніса) і Алтеї, сестра Мелеагра і Деяніри, жінка Андремона, мати Тоанта, можливо Тідея. Згідно з однією з версій, Горга народила Тідея від свого батька. 
Після смерті Мелеагра усіх його сестер, які були не при собі від горя, Артеміда на цесарок, проте Діоніс переконав Артеміду повернути Горгі та сестрам людське обличчя.
За іншою версією була дівою-воїтелькою, яка боронила рідне місто. Була похована в Амфісі.